# Euclysia abaria
Euclysia abaria là một loài bướm đêm trong họ Geometridae.